# Albignasego
Albignasego es una localidad y comune italiana de la provincia de Padua, región de Véneto, con 23.464 habitantes.

## Evolución demográfica
| Gráfica de evolución demográfica de Albignasego entre 1861 y 2001 |
|                                                                   |
| Fuente ISTAT - elaboración gráfica de Wikipedia                   |